# Fleet Foxes
Fleet Foxes es una banda estadounidense de indie folk formada en 2006 en Seattle, Washington. Han firmado con los sellos discográficos Sub Pop y Bella Union (para toda Europa). Saltaron a la fama en 2008 tras el lanzamiento del EP Sun Giant y el álbum Fleet Foxes. Ambos recibieron elogios por parte de la crítica, destacando sus curiosas armonías vocales y sus letras. El quinteto describe su música como "baroque harmonic pop jams".

## Historia

### Formación y primeros años
Robin Pecknold y Skyler Skjelset iban juntos al instituto Lake Washington High School de Seattle y pronto se hicieron amigos íntimos. La personalidad tímida de ambos creó una mutua admiración por Bob Dylan y Neil Young, por lo que empezaron a componer música juntos. Sus padres inspiraron el carácter de su música al principio (la madre de Skjelset era una empedernida fan de Bob Dylan y Hank Williams, mientras que el padre de Pecknold fue miembro de The Fathoms, un grupo de surf de los años 60). Los dos jóvenes eran ambiciosos, y siguiendo la estela de Dylan y Brian Wilson, supieron lo importante que era formarse en la música desde edades tempranas.
Al principio, se hicieron llamar Pineapple, pero el hecho de que otra banda local ya llevase ese nombre les obligó a cambiarlo por Fleet Foxes, un nombre sugerente que hacía referencia a "ese raro gusto de los ingleses de ir tras los zorros". Pecknold se hizo cargo de la composición, Skjelset de la guitarra, y la voz la pusieron ambos. El estilo de los últimos años sesenta de Pecknold llamó la atención del productor local Phil Ek, quien les ayudó a grabar su primer demo en 2006, el EP Fleet Foxes, editado por ellos mismos. Ek se vio sorprendido por la calidad de la composición y comentó sobre el hecho de haber contratado a Pecknold, que a ese chico "le salía el talento por las orejas". A finales de 2006, la prensa de Seattle comenzó a hacerse eco de la nueva banda; Tom Scanlon del Seattle Times afirmó que estaba impresionado por las letras y la madurez musical del grupo.
Gracias a que su popularidad a nivel local y al gran repertorio que ya poseían, la banda comenzó a grabar su primer álbum a principios de 2007, alternando su tiempo en el estudio con Ek al tiempo que grababan material en casa. Sin embargo, el presupuesto estaba muy ajustado, limitando el tiempo de disponibilidad del estudio, por lo que la mayoría de las canciones fueron grabadas en los propios hogares de los miembros del grupo así como en la casa de los padres de Pecknold.

### Ascenso a la fama

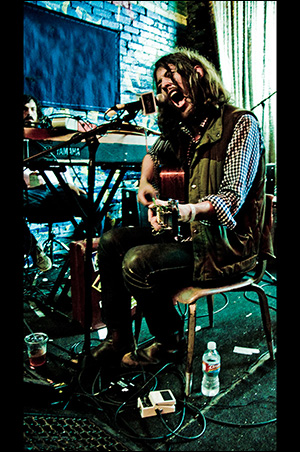
Robin Pecknold tocando en directo en el festival SXSW en marzo de 2008

Fleet Foxes se hacían cada vez más populares, y a finales de 2007, su MySpace había registrado un nivel de 250.000 reproducciones en tan sólo dos meses. Aunque la banda aún no había editado ninguna de sus canciones, se vieron beneficiados por el "boca a boca" de los internautas. El 18 de enero de 2008 firmaron con la filial de Warner Music, Sub Pop. Terminaron su segundo EP Sun Giant al mismo tiempo que hacían los preparativos para su primera gira, que les llevaría a partir del 28 de febrero de 2008 y durante toda la primavera por todo el Noroeste de Estados Unidos, junto a Blitzen Trapper. Su participación en el festival South by Southwest de Austin, elevó a la banda a la conciencia colectiva, y suscitó el interés de la prensa europea por primera vez.
Sun Giant fue lanzado internacionalmente el 8 de abril de 2008, y la mezcla de folk, pop y rock, junto con sus armonías vocales, fue bien recibido por los críticos. A pesar de la cálida recepción, el grupo sentía que este EP no alcanzaba todas sus expectativas, porque sólo era vendido en formato CD allá por donde pasaba la gira. En mayo, ampliaron la gira al resto de Norteamérica y a Europa hasta septiembre para promocionar su futuro primer álbum. Por otra parte, el grupo creció en componentes con la incorporación de J. Tillman en la batería y los coros. El primer álbum llegaría poco después, el 3 de junio de 2008 y consiguió las mismas buenas impresiones que el anterior EP Fleet Foxes recibió 4 estrellas sobre 5 de Rolling Stone (que les comparó con los Beach Boys, Animal Collective o Crosby, Stills & Nash) y un 9.0 sobre 10 de Pitchfork. The Guardian lo elogió especialmente, otorgándole cinco estrellas y catalogándolo como "un hito en la historia de la música americana, un clásico". El 24 de junio, llegó al número uno en la lista CMJ Radio 200 Chart. Por su parte, el álbum consiguió una puntuación del 87% entre treinta opiniones en la web Metacritic, colocándose en la categoría de "aclamación universal".
En Estados Unidos, el éxito del álbum fue más escaso que en Europa. El disco había vendido 200.000 copias cinco meses después de su lanzamiento. El número de copias vendidas fue muy superior a lo esperado y la revista londinense Uncut le otorgó el premio Music Award 2008. El editor de Uncut afirmó que "su calidad musical es impecable y su sonido único. Fleet Foxes ha sido un glorioso debut". La banda llenaba allá donde actuaba (Reino Unido, a finales de 2008 y Australia y Nueva Zelanda, en enero de 2009), reafirmando su creciente popularidad.

## Discografía

### Álbumes
- Fleet Foxes (2008) #67 Estados Unidos, #11 Reino Unido, #51 Alemania, #51 Italia, #14 Noruega
- Helplessness Blues (2011)
- Crack-Up (2017)
- Shore (2020)

### Álbumes en vivo
- A Very Lonely Solstice (2021)
- Live on Boston Harbor (2024)

### EP
- Fleet Foxes (2006)
- Sun Giant (2008) #38 Reino Unido Budget Albums Chart

### Sencillos
- White Winter Hymnal (7", digital) (21 de julio de 2008) Reino Unido #134
- He Doesn't Know Why (digital) (30 de octubre de 2008)
- Mykonos (digital) (5 de enero de 2009) Reino Unido #121
- Phoenix con Big Red Machine (2021)